# Norashen (Ararat)
Norashen (en armenio: Նորաշեն) es una comunidad rural de Armenia ubicada en la provincia de Ararat.
En 2008 tenía 3450 habitantes. Antiguamente la localidad era conocida como "Verin Kurdkend".
La localidad se ubica muy próxima a las ruinas de Dvin, la más reciente de las capitales históricas de Armenia que sigue estando actualmente en territorio armenio. La actual localidad de Norashen fue fundada en 1873.
Se ubica unos 5 km al noreste de la capital provincial Artashat.